# Storia di Palermo

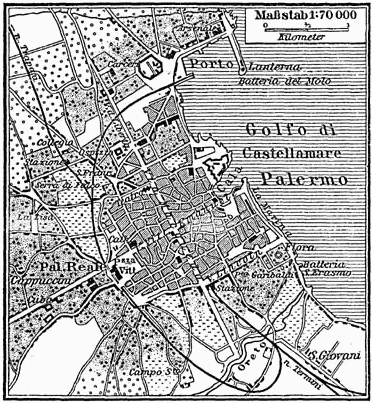
Cartina storica di Palermo tratta dall'edizione del 1888 del Meyers Konversations-Lexikon

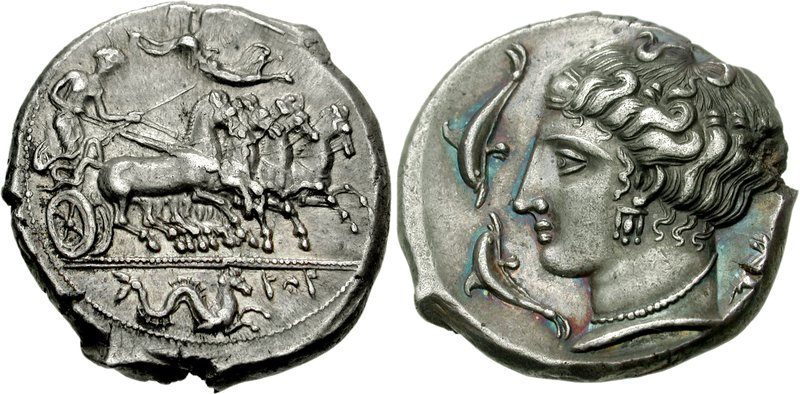
Tetradramma di Panormos (da un prototipo "siracusano" con Artemis-Aretusa)

La storia di Palermo riguarda le vicende della città, dalla sua fondazione sino ad oggi.

## Origini del nome
La città di Palermo ha cambiato spesso nome nel corso dei secoli:
- Zyz (AFI: [ziz], la "z" va pronunciata come "s" sonora), che in fenicio significa il fiore oppure la splendente: l'origine e l'attribuzione del nome non è certa, ma molte monete provenienti da Palermo del periodo punico riportavano la legenda Zyz, e visto che Palermo era una delle tre città puniche della Sicilia menzionate dalle fonti, se non, probabilmente, la più importante (Tucidide, VI, 1-5), molto verosimilmente aveva una propria zecca. Secondo una delle tante ipotesi, il nome potrebbe derivare dalla conformazione della città che, tagliata da due fiumi, ricordava il profilo di un fiore. Tuttavia la monetazione punica sembra attribuire anche altri nomi ad essa, ma l'attribuzione delle monete a legenda Zyz a Palermo appare confermata da solide argomentazioni.
- Panormos (dal greco ifdohvdfo, ovvero "tutto-porto"): i Greci chiamavano Palermo così perché i due fiumi che la fiancheggiavano (il Kemonia e il Papireto) creavano un enorme approdo naturale. Questo nome si andò diffondendo grazie al rafforzamento dell'influenza greca sull'isola.
- Panormus: i Romani mantennero, con una lieve modifica di pronuncia, la denominazione greca con la quale avevano conosciuto la città.
- Balarm: il nome arabo della città è un semplice cambiamento di pronuncia del nome precedente (al Madina, Balarm).
- Balermus: nome latino ispirato dai precedenti nomi sotto il periodo normanno.
- Palermo: il nome definitivo e attuale della città che viene acquisito in età moderna.

## Preistoria
La presenza umana a Palermo è attestata sin dall'epoca preistorica come una delle più antiche di tutta la Sicilia, con interessanti graffiti e pitture rupestri, ritrovati nelle grotte dell'Addaura nel 1953 dall'archeologa Jole Bovio Marconi: figure danzanti in un rito magico propiziatorio, forse “sciamani” di un popolo che abitò l'isola.

## Fenici e Greco-Sicelioti

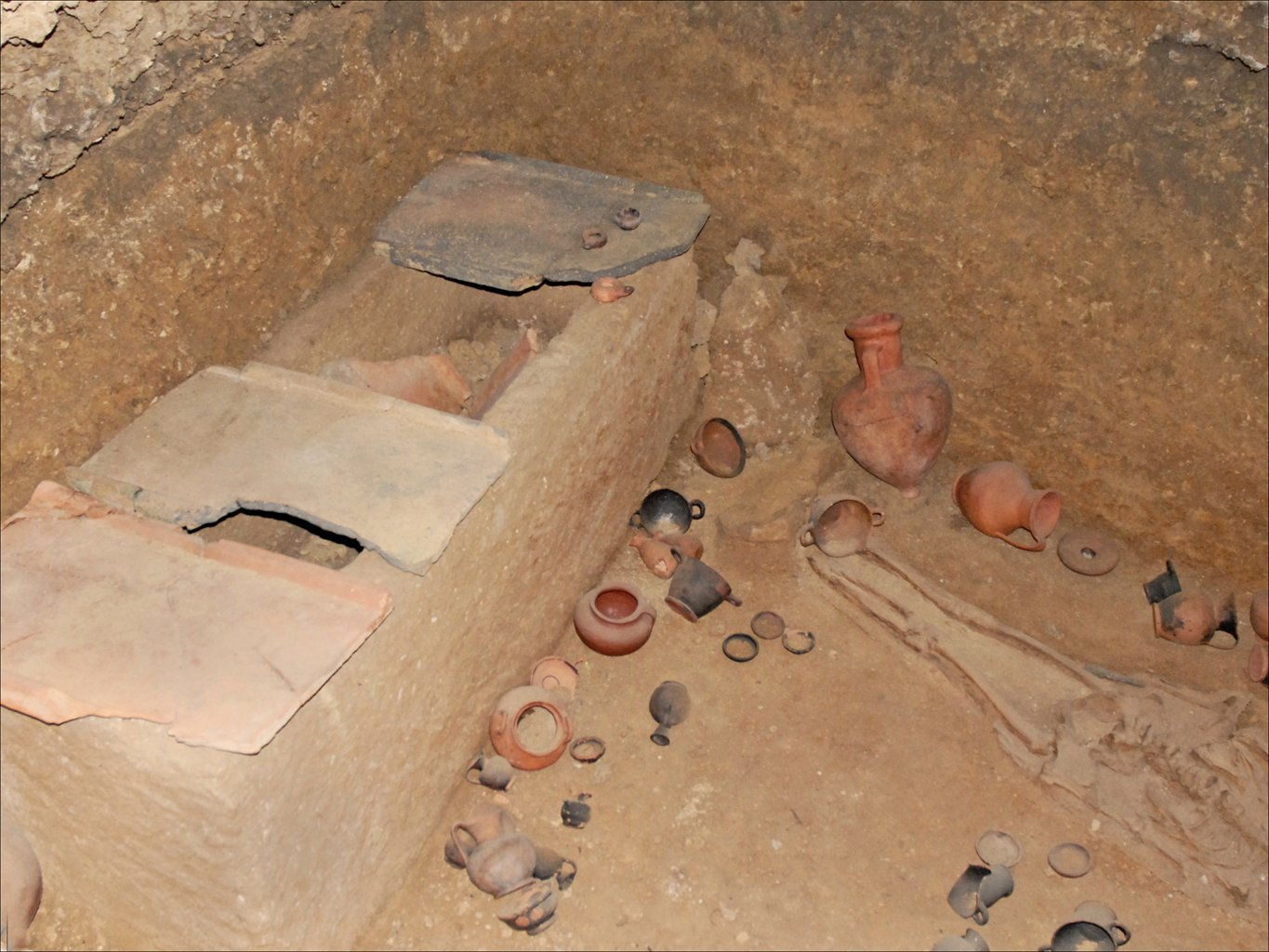
Tomba e corredo della necropoli punica del VII secolo a.C. entro la caserma dei Carabinieri presso la Cuba.

Palermo fu fondata dai Fenici. Fino a quel momento l'area era stata un emporio commerciale e base d'appoggio per la Sicilia nord-occidentale. Zyz (la "z" va pronunciata come "s" sonora) (che in fenicio significa il fiore): il nome non è ancora accertato, ma molte monete provenienti da Palermo di periodo punico portavano la dicitura Zyz e visto che Palermo era una delle tre città puniche della Sicilia (Tucidide, VI, 1-5) molto probabilmente aveva una propria zecca. Il nome sembrerebbe derivare dalla conformazione della città che tagliata da due fiumi ricordava il profilo di un fiore.
Acquisita una certa importanza commerciale grazie alla sua posizione ma soprattutto ai due fiumi (il Kemonia ed il Papireto), si trovò a combattere in diverse occasioni contro i Sicelioti, in quanto rappresentava un'importante alleata di Cartagine nelle guerre greco-puniche.
Panormos (dal Greco παν-όρμος, tutto-porto) così i Greci chiamavano Palermo così perché i due fiumi che la circondavano (il Kemonia e il Papireto) creavano un enorme approdo naturale. Questo nome andò diffondendosi grazie al rafforzamento dell'influenza greca sull'isola.

## Guerre puniche

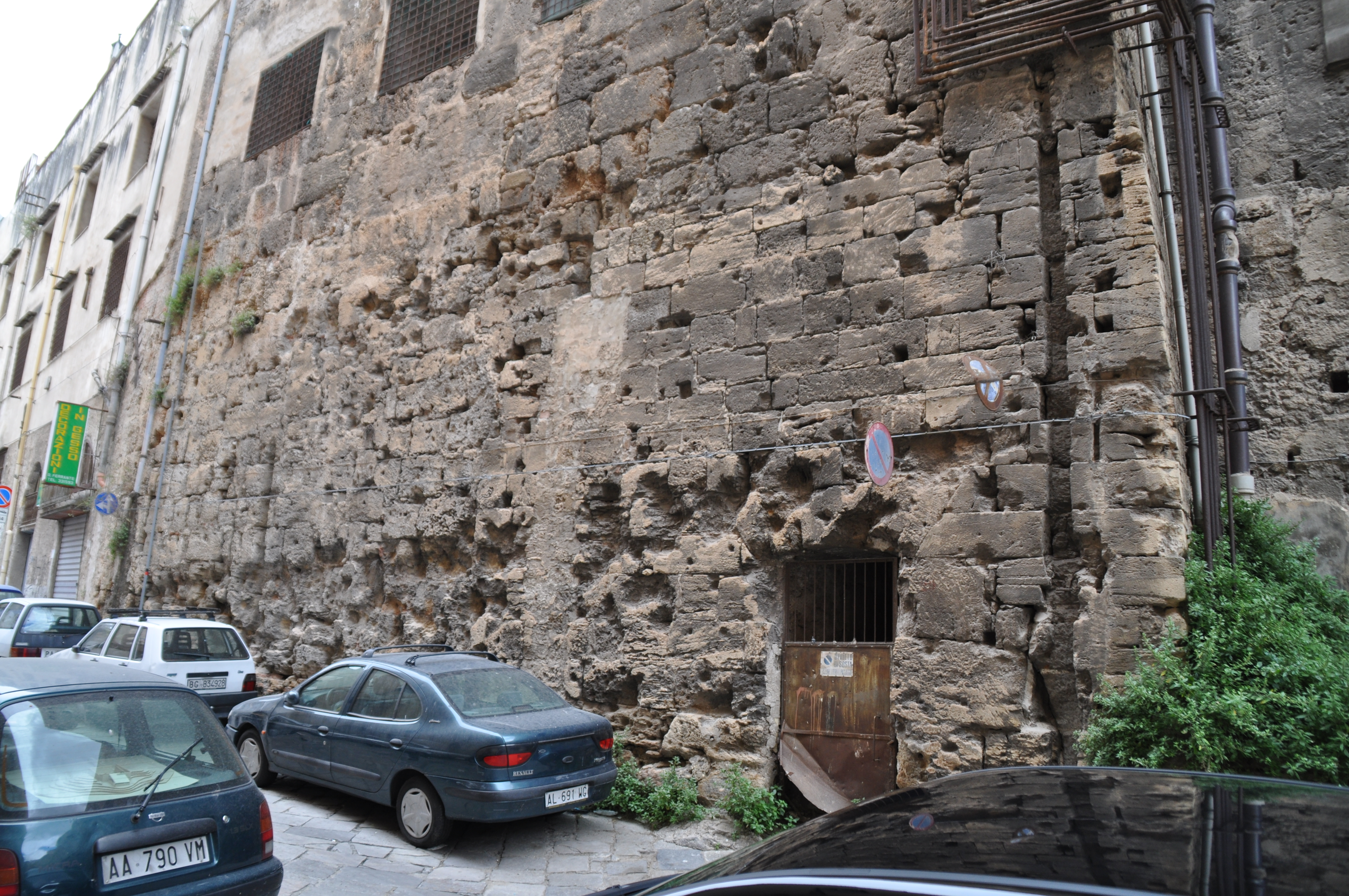
Tratto delle mura puniche di Palermo inglobate dal convento di Santa Caterina (III secolo a.C.).

La città rimase sotto il controllo fenicio fino alla Prima guerra punica (264-241 a.C.), a seguito della quale la Sicilia venne conquistata dai Romani. In particolare Palermo fu al centro di uno dei principali scontri fra Cartaginesi e Romani, finché nel 254 a.C. la flotta romana assediò la città, costringendola alla resa e rendendo schiava la popolazione che venne costretta al tributo di guerra per riscattare la libertà. Asdrubale tentò di recuperare la città ma venne sconfitto da Metello, il console romano. Un ennesimo tentativo per recuperarla venne fatto da Amilcare nel 247 a.C. che col suo esercito si insedio' alle pendici del Monte Pellegrino (all'epoca chiamato Erecta) tentando in più occasioni di riprenderne il comando, ma la città era ormai fedele a Roma dalla quale aveva ottenuto il titolo di Pretura, l'Aquila d'oro e il diritto di battere moneta, restando una delle cinque città libere dell'isola; per questo motivo i cartaginesi rimasti dovettero abbandonare definitivamente il territorio palermitano.

Il periodo romano è stato di tranquillità e la città faceva parte della provincia di Sicilia, con capitale Siracusa;con la successiva divisione dell'Impero la Sicilia, e con essa Palermo, furono attribuite all'Impero Romano d'Occidente.

## Periodo imperiale
Testimonianza dell'agiatezza e dello splendore della romana “Panormus” sono edifici dell'epoca della zona di Piazza Vittoria fra cui il teatro esistente fino al tempo dei Normanni e mosaici scoperti nel 1688 in Piazza della Vittoria. In epoca imperiale fu colonia romana, come ci narra Strabone, ed era ancora il granaio di Roma.

## Il Regno Vandalo-Erulo-Ostrogoto
Dopo Valentiniano III, fu interessata dal fenomeno delle Invasione barbariche dal 445, con Genserico, re dei Vandali che conquistò la città, fino al dominio di Odoacre e Teodorico capo degli Ostrogoti.

## L'Impero Bizantino
Nel 535 Belisario espugnò con la sua flotta navale Palermo, sottraendola agli Ostrogoti; iniziava così il periodo bizantino che si protrasse fino all'830 quando gli Arabi, sbarcati a Marsala quattro anni prima, ne fecero la capitale del loro dominio in Sicilia.

## Periodo islamico
Nel IX secolo gli Aghlabidi invasero la Sicilia, iniziarono la conquista dell'isola nell'827, conquistarono Palermo nell'831 e l'intera isola nel 965. E furono proprio i governatori musulmani a spostare la capitale della Sicilia a Palermo, città nella quale è rimasta da allora.

## Periodo normanno: Palermo capitale del Regno di Sicilia.

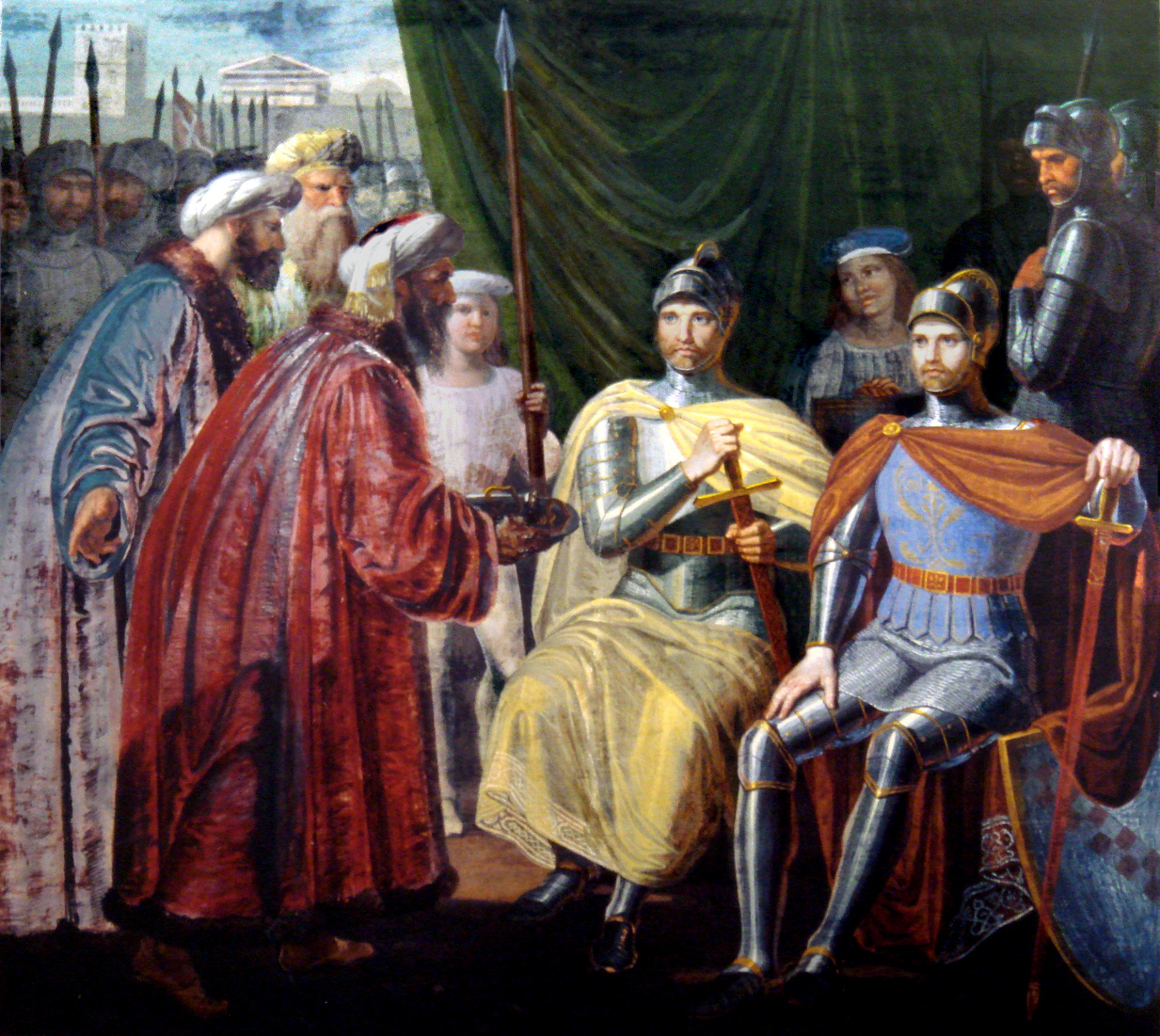
Ruggero riceve le chiavi di Palermo, di Giuseppe Patania.

I normanni unificarono le terre del mezzogiorno e fondarono il Regno di Sicilia con capitale Palermo.
Il periodo di massimo splendore di Palermo continuò con gli Altavilla (in particolare con Ruggero II e con Federico II), i quali fecero della Sicilia uno stato indipendente e seppero introdurre il meglio dell'eredità culturale araba, greco-siceliota e romana nella cultura normanna. Sotto il patrocinio di Federico II di Svevia Re di Sicilia e Imperatore del Sacro Romano Impero, a Palermo, a partire dal terzo decennio del XIII secolo, si forma un ambiente di intensa attività culturale che va sotto il nome di Scuola siciliana (così definita da Dante nel suo “De vulgari Eloquentia”). Queste condizioni crearono i presupposti per il primo tentativo organizzato di una produzione poetica in un volgare romanzo, il siciliano. Alla morte di Federico II fa seguito un lungo periodo di instabilità culminata con la rivolta antifrancese del Vespro (1282). Palermo si separa da Napoli e torna nuovamente capitale di un Regno di Sicilia indipendente fino al 1816. Con Federico III di Sicilia torneranno la potenza e lo splendore dei decenni precedenti.
I normanni con a capo la famiglia Altavilla latinizzarono la sicilia e portarono la cultura normanna dai loro paesi di origine; introdussero il culto cristiano latino-gallicano, dichiarando la città capitale del Regno e nel 1130 Ruggero II d'Altavilla cingeva la corona di Re di Sicilia. Cominciava così un regno caratterizzato dalla convivenza di varie etnie e diverse fedi religiose, uno stato feudale normanno indipendente con un primo parlamento, creato nel 1129, e l'organizzazione del catasto secondo una moderna concezione. Gli edifici più importanti della città ancora oggi ne dimostrano la civiltà, come la chiesa della Martorana e la Cappella Palatina, e il geografo arabo Edrisi, nel libro dedicato a re Ruggero, ci ha lasciato la testimonianza di questo magnifico periodo di fasti e ricchezza.
Ai due Ruggero successero Guglielmo I (detto il Malo) e Guglielmo II (detto il Buono), i quali tentarono d'opporsi alle mire espansionistiche dell'imperatore Federico Barbarossa.

## La dinastia degli Hohenstaufen

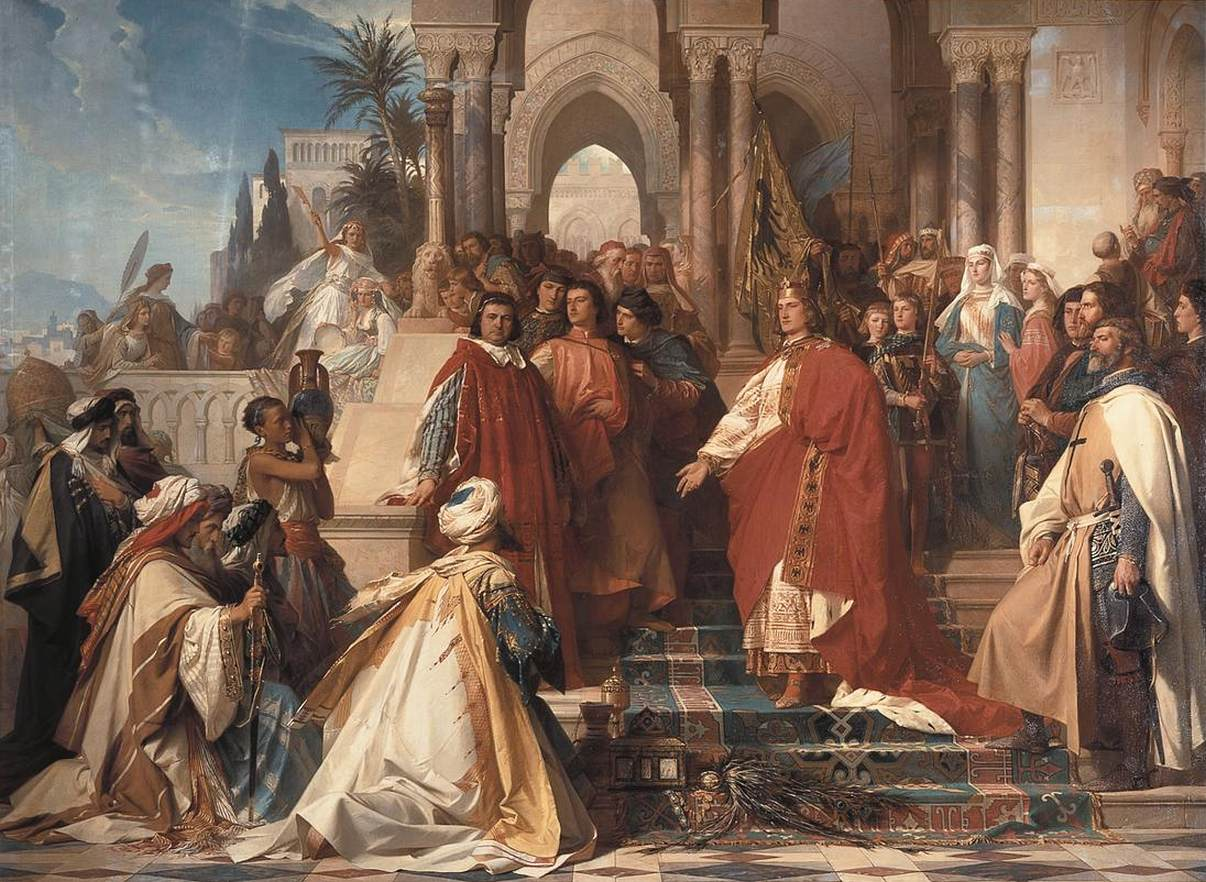
La corte di Federico II a Palermo, di Arthur Georg von Ramberg.

Un matrimonio di stato fra Enrico VI, figlio dell'imperatore tedesco, e Costanza d'Altavilla, figlia di Ruggero II, nel 1185. Aveva così inizio la nuova dinastia degli  Hohenstaufen di Sicilia in Sicilia che con Federico II, figlio di Costanza I raggiunse il massimo dello splendore. A Palermo, capitale imperiale del Sacro Romano Impero e residenza preferita del sovrano, nacque la "Scuola poetica siciliana" con la prima poesia italiana; e politicamente il sovrano chiamato "Stupor mundi" (meraviglia del mondo) anticipò, come scrive Santi Correnti, "la figura del principe rinascimentale", anche con le cosiddette Costituzioni Melfitane (1231). Il suo regno fu tuttavia caratterizzato dalle lotte contro il Papato e i Comuni italiani, nelle quali riportò vittorie o cedette a compromessi, organizzando la quarta crociata e dotando l'isola e il meridione di castelli e fortificazioni. Volle essere sepolto nella cattedrale di Palermo, quando nel 1250 si concluse improvvisamente la sua vita, conseguentemente scatenando le lotte di successione in cui Manfredi, figlio naturale di Federico II, venne sconfitto a Benevento nel 1266 da Carlo d'Angiò, fratello del re di Francia.

## La dinastia degli Angioini

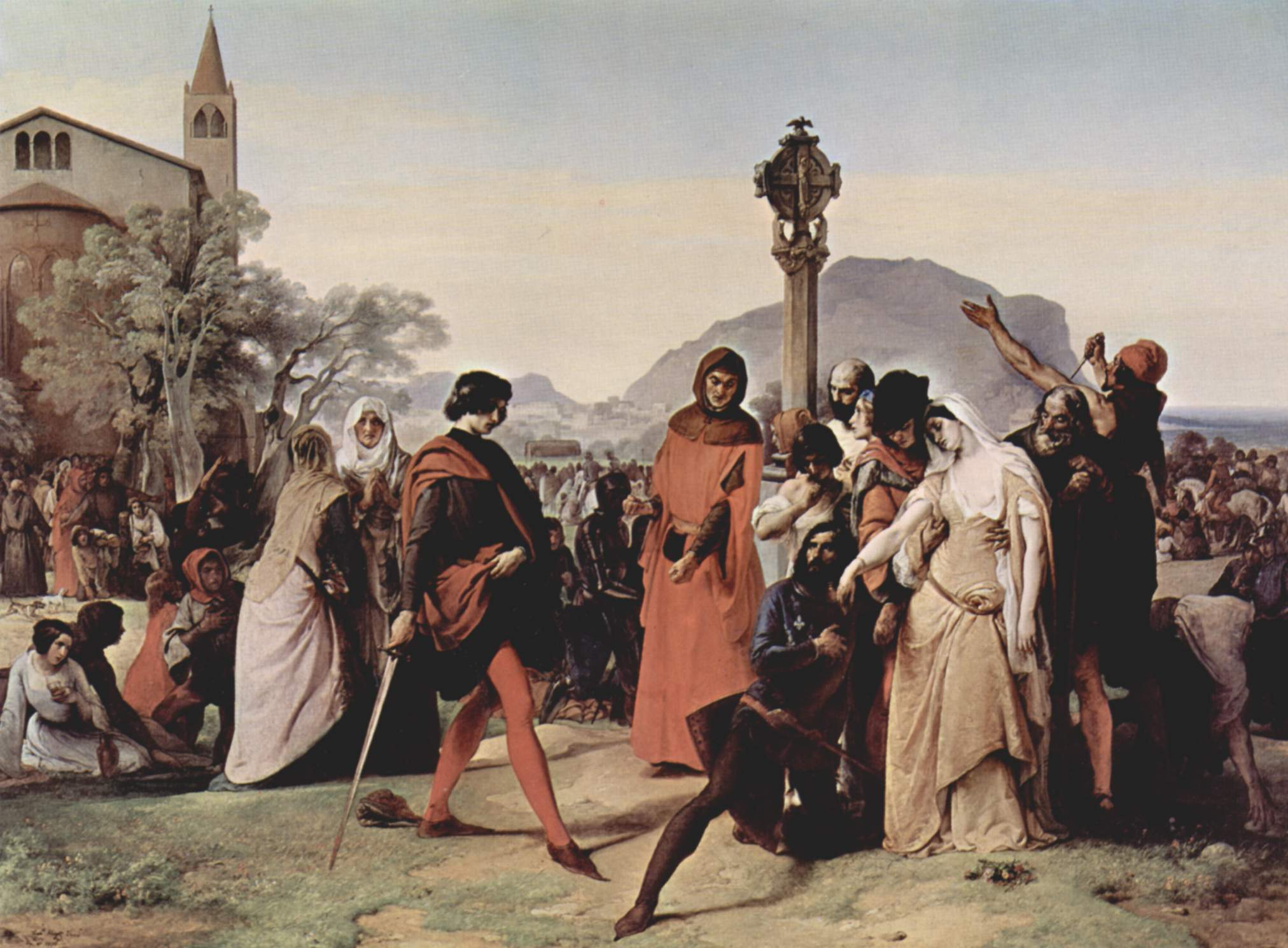
L'uccisione di Drouet, presso la chiesa dello Spirito Santo, gesto che dà inizio alla rivolta del Vespro.

Carlo d'Angiò dava inizio alla dominazione angioina che sarebbe durata fino al 1282. Carlo e i suoi funzionari cercarono di sfruttare con tasse e tributi la Sicilia, mentre frattanto la capitale veniva ufficialmente posta a Napoli.
Il malcontento dei Siciliani culminò nella rivolta del Vespro, il 31 marzo 1282, quando dinanzi alla chiesa del Santo Spirito – si dice – esplose la reazione popolare in seguito all'offesa fatta da un certo Drouet ad una donna palermitana. Tale avvenimento fu l'occasione per cacciare gli odiati Angioini, mentre veniva inviato ad assumere la corona del Regno Pietro III d'Aragona. La guerra si concluse con la pace di Caltabellotta nel 1302 .

## La dinastia Aragonese
Palermo passò da un sovrano all'altro della dinastia aragonese. Dopo la morte di Federico III di Sicilia, l'isola fu lacerata dalle rivalità fra le famiglie nobili come i Ventimiglia, gli Alagona e i Chiaramonte, i quali si contendevano il potere nelle terre occidentali della Sicilia. Tracce artistiche del periodo aragonese troviamo in Palermo in alcuni palazzi sontuosi come lo Steri e Palazzo Sclafani di stile chiaramontano, mentre i commerci con la Repubblica di Genova e con la Spagna fiorirono con lo scambio di materie prime e prodotti artigianali. Gli aragonesi a inizio XV secolo istituirono il Senato cittadino.

## Il periodo dei Viceré

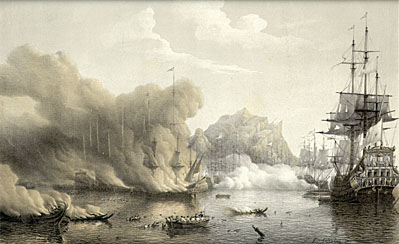
La Battaglia di Palermo, del 2 giugno 1676.

A partire dalla fine del XV secolo, il Regno di Sicilia entrò in Unione personale con l'Impero Spagnolo e Palermo diventava sede dei Viceré, a cui veniva affidato il potere nell'isola da condividere con il Parlamento siciliano, organo sovrano che garantì una vera e propria indipendenza alla politica interna dell'Isola. Furono espulsi gli ebrei, fu istituita l’Inquisizione spagnola nell’isola, e crebbero i privilegi nobiliari. Tuttavia la città vide rilanciare l'attività artistica e la costruzione di sontuosi edifici pubblici come la chiesa di San Giuseppe, la chiesa di Santa Maria dello Spasimo e il nuovo assetto scenografico di Porta Nuova, pur frutto di pesanti tasse. Dopo Ferdinando d'Aragona la corona di Sicilia passò a Carlo V, della dinastia degli Asburgo, e, alla sua morte, al ramo principale degli Asburgo, quello di Spagna, con Filippo II suo figlio, che esercitò il potere da lontano mediante dei viceré, spalleggiati dalla nobiltà locale, poderosa e, non di rado, prepotente. La città s'arricchì però, ad uso soprattutto delle classi nobiliari, dell'apertura di via Maqueda, della scenografia dei Quattro Canti, con statue innalzate ai sovrani come quella a Carlo V in Piazza Bologni, di mura robuste e bastioni per la difesa del territorio. Contro gli spagnoli però scoppiarono i moti rivoltosi di Palermo del 1647.

## Palermo capitale del Regno di Sicilia durante la dinastia dei Borboni

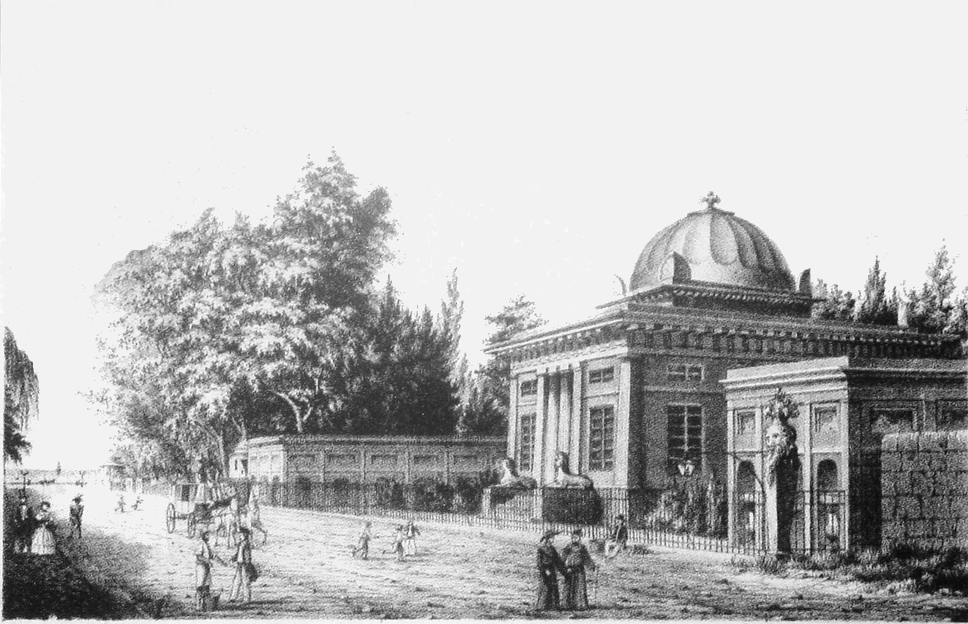
L'Orto botanico di Palermo (XVIII secolo).

Coinvolta nelle guerre europee tra Francia, Austria e Spagna, nel 1713 col trattato di Utrecht la Sicilia passava a Vittorio Amedeo II di Savoia per breve tempo e poi agli Asburgo, finché dal 1734 ritornarono i Borbone con Carlo III, incoronato a Palermo come Rex utriusque Siciliae (Re di Sicilia e re di Napoli). Sotto questo monarca la città vide crescere e sviluppare l'edilizia e il commercio in modo fiorente.
Quando Carlo divenne re di Spagna nel 1759, dovette i troni di Sicilia e di Napoli e gli successe il giovane figlio Ferdinando. Nel 1773 scoppiò una rivolta a Palermo  che scacciò il viceré. Con gli eventi della Rivoluzione francese costrinsero il sovrano a trasferirsi con la corte a Palermo nel 1805, restando fino al 1814. Quindi il Regno di Sicilia fu fuso nel 1816 nel nuovo Regno delle Due Sicilie con capitale Napoli.

## Palermo nel Regno delle Due Sicilie
Nel 1820 scoppiarono a Palermo i moti rivoluzionari.
Il 23 ottobre 1845 giunsero nel porto di Palermo i piroscafi Kamčatka e Bessarabia con a bordo lo zar Nicola I di Russia e la moglie Carlotta di Prussia per un soggiorno prolungato in città.  La ragione risiedeva nella salute malferma della zarina che necessitava di una località più calda. I sovrani soggiornarono in una villa in contrada dell’Olivuzza. Lo zar rimase a Palermo per quaranta giorni, mentre la zarina si trattenne per tutto l’inverno.
A causa di questa politica miope e autoritaria nel 1848 la Sicilia venne coinvolta in moti rivoluzionari che videro il 12 gennaio del 1848 un'insurrezione popolare capeggiata da Giuseppe La Masa che portava a un nuovo Regno di Sicilia indipendente, con la riapertura del soppresso parlamento e la monarchia costituzionale, con un governo parlamentare presieduto da Ruggero Settimo che durò sedici mesi. Ma i Borboni ripresero il potere nel maggio 1849 bombardando le città siciliane (re Ferdinando II fu detto perciò “Re Bomba”) che avrebbero mantenuto fino allo sbarco a Marsala di Garibaldi.

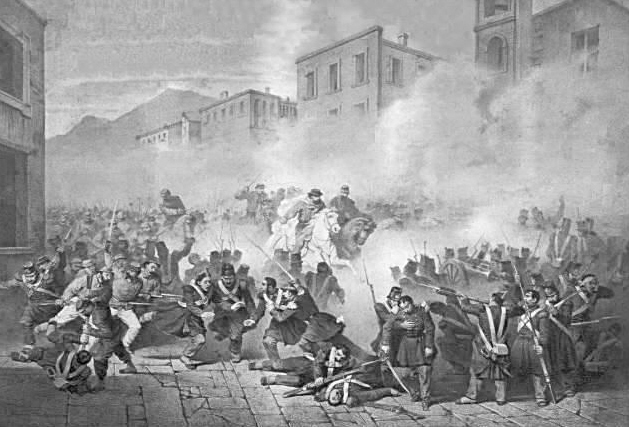
Garibaldi entra a Palermo da Porta Termini.

Costui nel maggio 1860, con la Spedizione dei Mille preparata dalla fallita rivolta della Gancia del 4 aprile di Francesco Riso, entrava trionfante a Palermo da via porta Termini il 27 maggio, dopo aver assunto la dittatura dell'isola col proclama di Salemi, chiamato a liberare la Sicilia dai Borboni da Rosolino Pilo. Dopo le battaglie vittoriose nell'isola col plebiscito del 1860, la Sicilia sceglieva l'annessione all'Italia, che si sarebbe costituita in regno nel 1861. La Palermo di quegli anni viene esemplificata perfettamente da un testo dello studioso francese René Bazin:
(René Bazin 1894)

## Dopo l'unificazione italiana
Nel 1866 si ha una rivolta a carattere anti-unitario, la cosiddetta rivolta del sette e mezzo, contro il nuovo Regno d'Italia da parte di ex garibaldini delusi, reduci dell'esercito meridionale, partigiani borbonici e repubblicani, con il conseguente bombardamento da parte della flotta, che distrusse non poche strutture architettoniche.
Dopo l'Unità d'Italia, il comune di Palermo intraprese la costruzione di alcune importanti opere architettoniche: il taglio di via Roma e la costruzione dei due teatri più rappresentativi della città, il Massimo e il Politeama e dal 1891 al 1892 ospitò la IV Esposizione Nazionale.
Nel primo ventennio del XX secolo Palermo attraversò un'epoca florida, con un breve ma intenso periodo liberty e, grazie ad un gruppo di imprenditori illuminati (Florio, Ingham, Withaker), Palermo visse una stagione di grande crescita economica e culturale. Successivamente, lo scoppio della Grande guerra prima e il fascismo dopo relegheranno la città ad un ruolo marginale nello scenario italiano.
Palermo subì distruzioni a causa dei bombardamenti durante la seconda guerra mondiale, sin dai primissimi giorni del conflitto, operati dall'aviazione francese e da quella inglese, prevalentemente su obiettivi militari. Con l'intervento degli Stati Uniti, i bombardamenti di Palermo si fecero disastrosi e indiscriminati in prossimità dello sbarco alleato, distruggendo interi quartieri, causando complessivamente quasi tremila morti e circa trentamila mutilati e feriti, in gran parte vecchi, donne e bambini, ed infliggendo gravissimi danni al patrimonio artistico della città. Per questo motivo fu concessa alla città la Medaglia d'oro al valor militare nel 1964.
Fu quindi occupata il 22 luglio 1943 dalle truppe alleate del generale statunitense George Patton. Ciò provocò la rappresaglia aerea della Regia Aeronautica e dalla Luftwaffe, che avevano per obiettivo i movimenti alleati nel porto di Palermo; l'ultimo bombardamento avvenne il 23 agosto. In quei mesi la città fu anche sede del governo militare alleato.

## Il dopoguerra
Dopo la lotta separatista nel biennio 1944/45 del Movimento Indipendentista Siciliano, dal 1946 Palermo è stata proclamata capitale della Regione a Statuto speciale. La sede del Parlamento siciliano venne posta dal 1947 a Palazzo dei Normanni.
Ripresasi dalle distruzioni del secondo conflitto mondiale, Palermo è oggi – anche in virtù del ruolo di capitale della Regione autonoma della Sicilia – una città a forte prevalenza di attività terziaria e caratterizzata da una vivace vita culturale.
Oggi il capoluogo siciliano deve la sua rivitalizzazione economica – oltre alle citate attività del settore terziario – ad una buona ripresa del flusso turistico, favorito dal clima particolarmente mite di cui la città gode e dal ricco patrimonio artistico presente sul territorio.
Ciò malgrado, la criminalità organizzata continua ad avere un forte impatto sulla città, che continua ad essere afflitta da seri problemi economici e sociali.
Palermo ha vissuto il peso del dominio mafioso per decenni, caratterizzati dalla speculazione edilizia, dal cosiddetto “Sacco di Palermo”. Nella lotta alla mafia nel secondo Novecento sono stati colpiti uomini dello Stato, come il generale Carlo Alberto dalla Chiesa, prefetto di Palermo, e il presidente della Regione Piersanti Mattarella, esponenti della forze dell'ordine come: Gaetano Cappiello, Filadelfio Aparo, Boris Giuliano, Calogero Di Bona, Lenin Mancuso, Vito Ievolella, Giuseppe Bommarito, Calogero Zucchetto, Antonino Cassarà, Mario D'Aleo Natale Mondo, i magistrati: Pietro Scaglione, Cesare Terranova e Rocco Chinnici, Giovanni Falcone, Paolo Borsellino.
Tra le vittime della Mafia vi sono anche giornalisti come Mauro De Mauro e Mario Francese, politici come Michele Reina, Pio La Torre e Giuseppe Insalaco, il medico legale Paolo Giaccone, l’imprenditore Libero Grassi, funzionari come Giovanni Bonsignore e Filippo Basile ed anche il parroco del quartiere di Brancaccio, don Pino Puglisi. In contrapposizione a questa scia infinita di omicidi e violenze di marca chiaramente mafiosa, fiorì un movimento di opinione antimafia caratterizzato da iniziative politiche, sociali e culturali, animate in primo luogo dalla figura di padre Ennio Pintacuda, e dalla nascita di associazioni e comitati cittadini mirati alla promozione della cultura della legalità in opposizione a quella omertosa della mafia, tanto che si parlò di "Primavera di Palermo".
Oggi Palermo, che s'affaccia su uno dei più bei golfi del Mar Mediterraneo fra Monte Pellegrino e il Capo Zafferano, circondata della Conca d'Oro, parte del sito UNESCO Palermo arabo-normanna e le cattedrali di Cefalù e Monreale, conta 700 000 abitanti ed una città metropolitana di 1 214 291 abitanti. Essa è il centro degli affari e dei commerci più importanti non solo dell'isola, ma con gli altri Paesi che s'affacciano sul Mar Mediterraneo, sede di un'Università d'antiche tradizioni, molto internazionale aperta a molti studenti europei e dei paesi islamici con i quali ha mantenuto antichi legami. La sua espansione urbana è stata notevole, favorita nei collegamenti dall'autostrada che la unisce al resto dell'isola, dall'aeroporto Falcone-Borsellino e dalle linee marittime recentemente incrementate, è centro di collegamento fra il Nord Europa e il Mediterraneo, con il Corridoio Scandinavo-Mediterraneo.